# 王茂虎
王茂虎（？—），男，回族，中华人民共和国政治人物。现任中国外文局西欧与非洲传播中心副总编辑。第十三、十四届全国政协委员。